# Erannis pseudobicolor
Erannis pseudobicolor är en fjärilsart som beskrevs av Barend J. Lempke 1970. Erannis pseudobicolor ingår i släktet Erannis och familjen mätare. Inga underarter finns listade i Catalogue of Life.